# Antonio Bernieri (pittore)
Antonio Bernieri (Correggio, 1516 – Correggio, 1564) è stato un pittore e incisore italiano del Rinascimento.

## Biografia
Fu allievo del Correggio e alla morte del maestro si recò a Venezia e frequentò la scuola di Tiziano. Si recò a Roma, e tornando a Venezia vi lavorò fino al 1563. Morì a Correggio. Bernieri fu un eminente pittore di miniature e ritratti. A volte viene chiamato Antonio da Correggio, confondendolo con il suo mentore.